# Neobrachiella papillosa
Neobrachiella papillosa är en kräftdjursart som först beskrevs av Arthur Sperry Pearse 1952.  Neobrachiella papillosa ingår i släktet Neobrachiella och familjen Lernaeopodidae. Inga underarter finns listade i Catalogue of Life.